# Boeing 80
De Boeing 80 maakte de eerste vlucht in 1928. Het driemotorige vliegtuig was een product van Boeing bestemd voor de eigen luchtvaartmaatschappij Boeing Air Transport. De dubbeldekker kon passagiers meenemen en een bescheiden hoeveelheid post en bagage. Boeing introduceerde als eerste de stewardess in dit vliegtuig. In 1934 werd de Boeing 80 vliegtuigen vervangen door nieuwe toestellen.

## Ontwikkeling
Op 17 februari 1927 werd Boeing Air Transport opgericht voor het transport van post tussen San Francisco en Chicago, een afstand van 1.900 mijl. Aanvankelijk werd deze dienst uitgevoerd met een Boeing Model 40 toestel. Een dubbeldekker met Pratt & Whitney type Wasp motoren. Naast post kon het toestel ook maximaal vier passagiers meenemen al was de Boeing 40 hier niet special voor ontworpen.

### Boeing 80
In 1928 vroeg William Boeing aan Claire Egtvedt een nieuw vliegtuig te ontwikkelen met drie motoren van P&W type Wasp. Het waren luchtgekoelde stermotoren met negen cilinders en een totale cilinderinhoud van 22 liter (1.344 kubieke inch). Het vermogen van deze motoren lag op zo’n 410 pk. In tegenstelling tot vergelijkbare vliegtuigen als de Fokker F.VII en de Ford Trimotor, was de Boeing 80 een dubbeldekker. Dit bood voordelen bij de start en landing omdat veel vliegvelden op de route op grote hoogte lagen. De romp van het vliegtuig was gemaakt van stalen- en aluminiumbuizen waaroverheen stof was gespannen. Het vliegtuig was duidelijk voor het vervoer van passagiers ontworpen. De 12 passagiers zaten op met leer beklede stoelen, er waren leeslampjes, ventilatie en warm en koud stromend water. De bemanning zat voor in het vliegtuig en apart van de passagiers. Op 27 juni 1928 maakte de Boeing 80 de eerste vlucht. De kruissnelheid lag rond de 185 km/u.

### Boeing 80A
Na vier vliegtuigen kwam een verbeterde versie, de Boeing Model 80A, in productie. P&W had een krachtiger versie van de Wasp ontwikkeld, de Hornet. Deze had een cilinderinhoud van 27,7 liter (1.690 kubieke inch) en het vermogen steeg naar 525 pk. De kruissnelheid steeg met zo’n 15 km/u naar 200 km/u. De romp werd verlengd waardoor tot zes extra passagiers konden worden meegenomen. Met drie passagiers op een rij waren er vier, vijf of zes rijen. Als er veel post was kon een of twee rijen worden verwijderd. De hoeveelheid vracht was maximaal zo’n 400 kilogram. De Boeing 80A maakte de eerste vlucht op 12 september 1929. Van deze versie zijn in totaal 10 exemplaren gebouwd die allemaal voor Boeing Air Transport hebben gevlogen.
Beide modellen hebben tot 1934 gevlogen voor Boeing Air Transport (het latere United Airlines). Ze werden opgevolgd door de Boeing 247. Dit was een revolutionair toestel omdat het voor het eerst volledig van metaal was, een laagdekker met intrekbaar landingsgestel, vleugelkleppen en slechts twee motoren in plaats van de toen gebruikelijke drie.

## Introductie stewardess

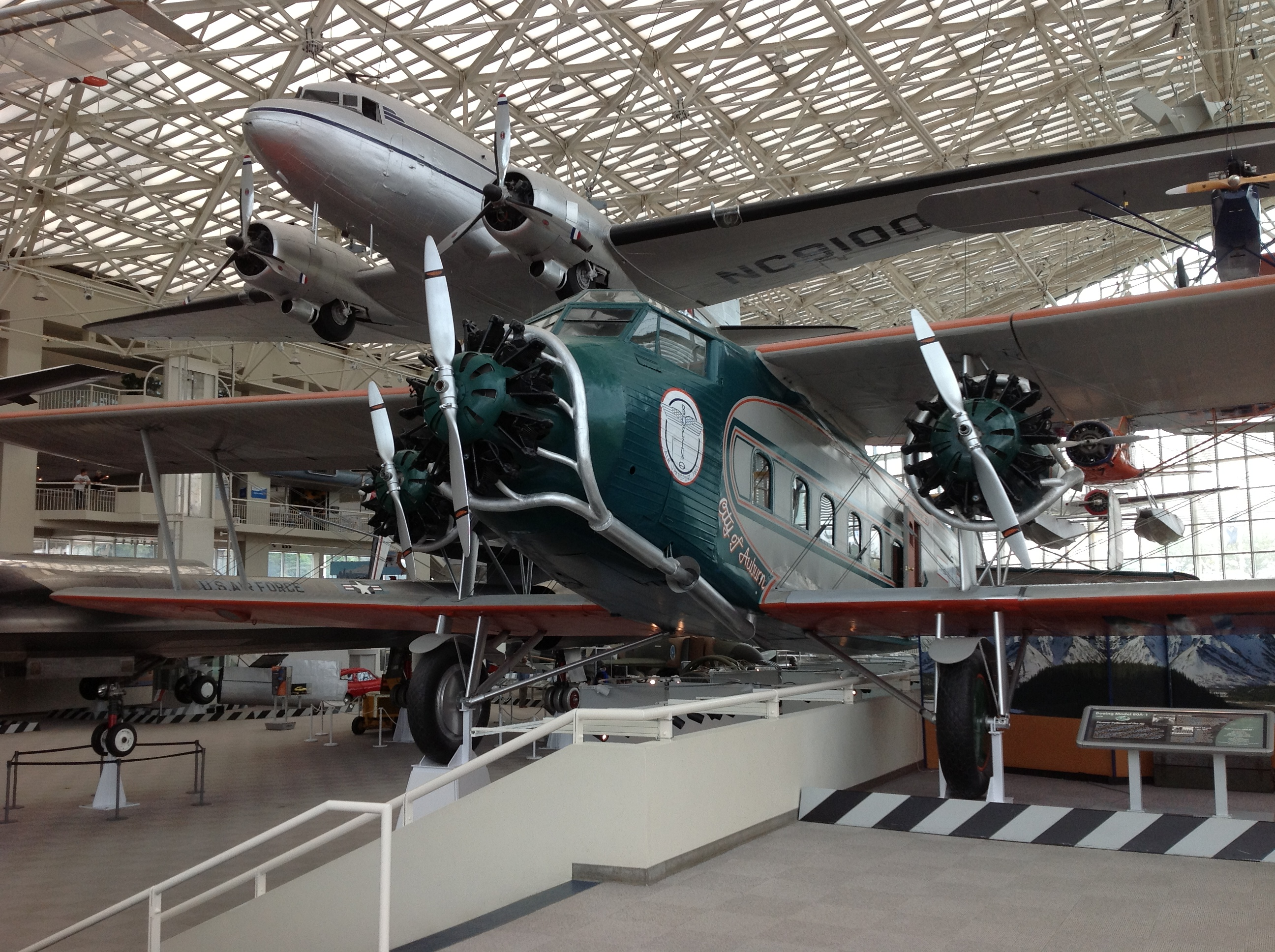
Boeing Model 80A-1 in Museum of Flight in Seattle

Boeing Air Transport introduceerde ook als eerste de stewardess op de Boeing 80. Ellen Church, een verpleegster, wist de maatschappij te overtuigen van het nut van een stewardess aan boord. Zij verdienden ongeveer $ 125 voor 100 vlieguren per maand.

## Overblijver
Het enige overgebleven exemplaar van de Boeing 80A-1 staat tentoongesteld in het Museum of Flight in Seattle. Het toestel was aangepast voor het vervoer van vracht in Alaska. De belangrijkste aanpassing was een grote deur in de romp om het laden en lossen te vergemakkelijken. Na de Tweede Wereldoorlog werd het vliegtuig geparkeerd en uiteindelijk zwaar verwaarloosd aangetroffen op het vliegveld van Anchorage in 1960. Het vliegtuig werd naar Seattle getransporteerd en de restauratie duurde zo’n 16 jaar.